# Trentinara
Trentinara község (comune) Olaszország Campania régiójában, Salerno megyében.

## Fekvése
A megye központi részén fekszik. Határai: Capaccio, Cicerale, Giungano, Monteforte Cilento és Roccadaspide.

## Története
Első említése 1092-ből származik. Valószínűleg a folyamatos szaracén támadások elől menekülő paestumiak alapították. A következő századokban nemesi birtok volt. A 19. században nyerte el önállóságát, amikor a Nápolyi Királyságban felszámolták a feudalizmust.

## Népessége
A népesség számának alakulása:

## Főbb látnivalói
- Madonna di Loreto-templom
- San Nicola-templom